# 엑사
엑사(Exa, 기호: E)는 1018(백경)을 나타내는 SI 접두어이다. 1975년 SI 단위계에 추가되었다.
six(6)를 뜻하는 그리스어 'ηεξα(이엑사)'에서 왔다.
컴퓨터 과학에서 엑사는 1018(=1 000 000 000 000 000 000) 대신에 260(=1 152 921 504 606 846 976)를 의미하기도 한다. 구분을 위해서 Exbi(기호: Ei)라는 단위를 사용한다.